# 牛弘
牛弘（545年—611年1月21日），字里仁，安定郡鹑觚县（今甘肃省灵台县）人，北周、隋朝官员。

## 生平
本姓寮氏。祖父寮宗炽，魏儀同三司、本郡安定郡太守。父寮允，有器干，知名于时。西魏时历官侍中、驃騎大将军、开府仪同三司、少司空、工部尚书、临泾县公，赐姓宇文氏。
牛弘美鬚髯，狀貌甚偉，好學博聞，寬仁文雅，極善文學，一生手不釋卷。北周時，專掌修起居注。宣政年间，歷任内史下大夫、仪同大将军。大象末年，复姓牛氏。入隋後，授散騎常侍、秘書監。精通律令，開皇三年（583年）更定新律，寫成《開皇律》12篇，共500條，又奉敕修撰《五禮》百卷。篤好典籍，奏購天下遺書。開皇三年（583年），牛弘上書議論古代圖書興廢，「经书自仲尼已后，迄于当今，年逾千载，数遭五厄，兴集之期，属膺圣世」，同年隋文帝下詔求書，獻書一卷，獎縑一匹。明代學者胡應麟又廣推為十盛十厄。
他在隋朝担任吏部尚书一职的时间长达11年之久，主要成就是其选人的成功。炀帝时封文安侯。
大業六年十二月己未（611年1月21日），逝於江都。

## 逸聞
牛弘自幼好學，博覽群書，性格寬厚儒雅，作風節儉。當時大臣楊素自恃才能與地位甚高，為人傲慢，時常輕侮大臣，但每見牛弘，沒有哪次不肅然起敬的。楊素率軍要進攻突厥前，曾親自前往與牛弘話別。

## 后裔
牛弘有子三人：长子牛方大（572年-616年），官至内史舍人；次子牛方裕，在牛弘死后追随宇文化及弑杀隋炀帝，投唐后任莱州刺史，在唐太宗贞观二年(628年)七月，李世民下诏以大逆弑君之罪，将牛方裕等人尽行革职除名，流放边疆；三子牛方智，方智有七世孙中唐名相牛僧孺。

## 延伸阅读
[在维基数据编辑]
 《北史·卷072》，出自李延壽《北史》
 《隋書·卷49》，出自魏徵《隋书》